# Wachtang Kipiani
Wachtang Tejmurazowycz Kipiani (ukr. Вахта́нг Теймура́зович Кіпіа́ні, gruz. ვახტანგ ყიფიანი, ur. 1 kwietnia 1971 w Tbilisi) – ukraiński dziennikarz, publicysta i historyk pochodzenia gruzińskiego.

## Życiorys
Pracuje dla ukraińskiej telewizji 1+1, której dziennikarze w 2004 zapoczątkowali rewolucję w mediach: w wystąpieniu na wizji przeprosili, że do tej pory kłamali. Kipiani współpracuje również z prasą, i prowadzi stronę internetową kipiani.org.
10 grudnia 2023 został uhonorowany Medalem Wdzięczności Europejskiego Centrum Solidarności w Gdańsku.

## Kontrowersje
26 lutego 2025 opublikował wpis na swoim facebooku, w którym groził śmiercią kandydatowi na prezydenta RP, Sławomirowi Mentzenowi, który odwiedził Lwów. W swoim wpisie sugerował, że może podzielić los Bronisława Pierackiego, polskiego polityka, zamordowanego w 1934 roku przez ukraińskich nacjonalistów.